# 喬治·孔羅特
喬治·科努西·孔羅特少將 OF MC（1947年12月26日—），是一名斐濟軍事家及政治家，斐濟第一黨黨員，2015年在斐濟議會中被選舉為新任斐濟總統，11月12日就任。